# إيمي بي. سميث
إيمي بي. سميث (بالإنجليزية: Amy B. Smith) هي مخترِعة أمريكية، ولدت في 3 نوفمبر 1962 في ليكسينغتون في الولايات المتحدة.